# Macrolobium limbatum
Macrolobium limbatum är en ärtväxtart som beskrevs av George Bentham. Macrolobium limbatum ingår i släktet Macrolobium och familjen ärtväxter. IUCN kategoriserar arten globalt som livskraftig.

## Underarter
Arten delas in i följande underarter:
- M. l. fanshawei
- M. l. limbatum
- M. l. mucronatum